# Гзы (гмина)
Гзы (пол. Gzy) — сельская гмина (уезд) в Польше, входит как административная единица в Пултуский повет, Мазовецкое воеводство. Население — 4110 человек (на 2004 год).

## Демография
| Перепись                       | Всего   | Всего | Женщины | Женщины | Мужчины | Мужчины |
| ------------------------------ | ------- | ----- | ------- | ------- | ------- | ------- |
| Единицы                        | человек | %     | человек | %       | человек | %       |
| Население                      | 4110    | 100   | 2022    | 49,2    | 2088    | 50,8    |
| Плотность населения (чел./км²) | 39,4    | 39,4  | 19,4    | 19,4    | 20      | 20      |

## Сельские округа
1. Бегно
2. Божа-Струмяны
3. Готарды
4. Грохы-Имбжики
5. Грохы-Серватки
6. Гзы
7. Гзы-Виснова
8. Кенсы-Выпыхы
9. Козлово
10. Козлувка
11. Лады-Краенчино
12. Меженец
13. Нове-Божа
14. Нове-Пшеводово
15. Нове-Скашево
16. Олдаки
17. Осташево-Паньки
18. Осташево-Вельке
19. Осташево-Влуски
20. Пенково
21. Пожово
22. Пшеводово-Маёрат
23. Пшеводово-Парцеле
24. Пшеводово-Подуховне
25. Сисице
26. Скашево-Влосцяньске
27. Старе-Грохы
28. Слоньчево
29. Сульниково
30. Шишки-Влосцяньске
31. Тонсевы
32. Вуйты-Трояны
33. Залесе-Ленки
34. Жебры-Фальбоги
35. Жебры-Вятраки

## Поселения
1. Божа-Пшехы
2. Дембины
3. Грохы-Крупы
4. Каленчин
5. Кенсы-Паньки
6. Марцише
7. Олдаки-Стефаново
8. Шишки-Фольварк
9. Высоцки
10. Залесе-Гжималы
11. Залесе-Пацушки
12. Жебры-Влосты
13. Жеромин-Други

## Соседние гмины
1. Гмина Голымин-Осьродек
2. Гмина Карнево
3. Гмина Пултуск
4. Гмина Соньск
5. Гмина Сверче
6. Гмина Винница